# 米爾茨河 (法蘭克尼亞薩勒河支流)
50°18′59″N 10°21′46″E / 50.31639°N 10.36278°E

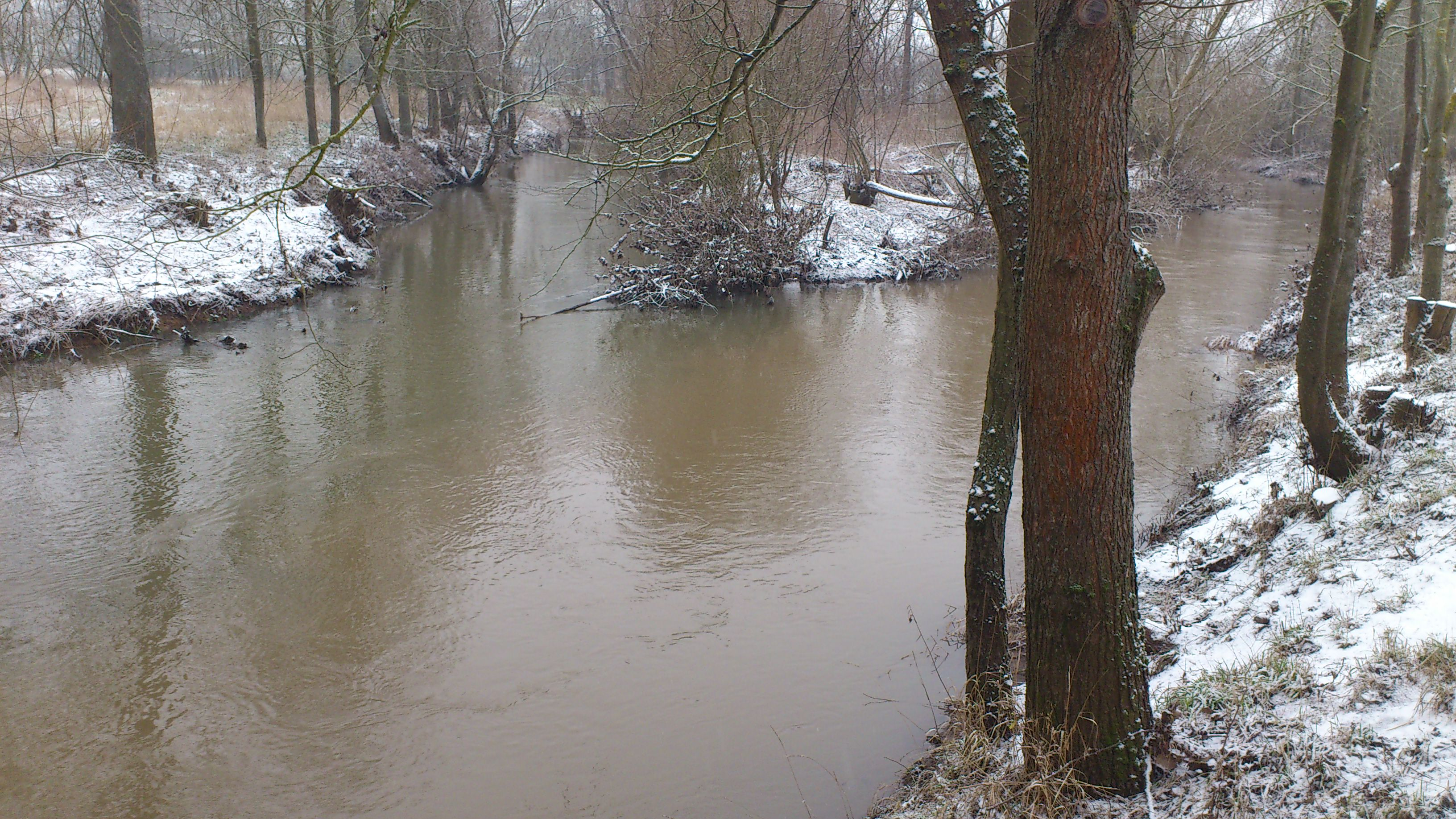

米爾茨河（德語：Milz），是德國的河流，位於該國東南部，由巴伐利亞負責管轄，屬於法蘭克尼亞薩勒河的右支流，河道全長36.4公里，流域面積62.9平方公里，河口處在薩勒河畔薩爾。